# Zonophryxus retrodens
Zonophryxus retrodens är en kräftdjursart som beskrevs av Richardson 1903. Zonophryxus retrodens ingår i släktet Zonophryxus och familjen Dajidae.
Artens utbredningsområde är havet kring Hawaii. Inga underarter finns listade i Catalogue of Life.